# غاسبار رينالدي
غاسبار رينالدي (بالفرنسية: Gaspard Rinaldi)‏ (مواليد 26 مايو 1909 - الوفاة 24 نوفمبر 1978) كان دراج فرنسي في صنف سباق الدراجات على الطريق.

## روابط خارجية
- غاسبار رينالدي على موقع أرشيف الدراجات (الإنجليزية)
- غاسبار رينالدي على موقع إحصائيات الدراجات الإحترافية (الإنجليزية)
- غاسبار رينالدي على موقع CycleBase (الإنجليزية)